# Мозелла (поэма)
«Мозелла» (лат. Mosella) — описательно-панегирическая поэма римского поэта Децима Магна Авсония, написанная примерно в 368—371 годах. Считается наиболее известным его произведением.
В 368 году Авсоний участвовал в походе императора Валентиниана I за Рейн, против германцев. Возвращался он отдельно от двора, причём 30-километровое расстояние от Нойомага до Треверов преодолел по речному пути — по притоку Рейна Мозелле (современный Мозель). Эту часть путешествия Авсоний и описал в поэме «Мозелла». В тексте упоминается Валентиниан II, и это означает, что поэма была закончена не раньше 371 года.
Мозелла стала самым известным произведением Авсония. Литературовед М. Гаспаров констатирует, что внешне эта поэма похожа на «сентиментальное путешествие», с которого начиналось романтическое направление в литературе Нового времени, но это сходство мнимо. К тому же основная часть поэмы приходится, в соответствии со вкусами позднеантичных читателей, на каталоги рыб, вилл и притоков Мозеллы.